# Cmentarz w Lewaszowie
Cmentarz w Lewaszowie, ros. Левашовское мемориальное кладбище, także Lewaszowskie Pustkowie (Левашовская Пустошь – Lewaszowskaja Pustosz) – znajdująca się w dzielnicy Lewaszowo w Petersburgu nekropolia, miejsce masowych pochówków ofiar stalinizmu, zamordowanych w Leningradzie w latach 1937–1954.

## Historia
Według oficjalnych danych w latach 1937–1954 w Leningradzie NKWD zabiło 46 771 ludzi, w tym 40 885 (40 485 według innego źródła) osób skazanych na śmierć z powodów politycznych. Większość z nich, w tym przeszło 2 tysiące Polaków, enkawudziści przywozili i grzebali na terenie dzisiejszego cmentarza w Lewaszowie.
Teren pochówków do 1989 roku był niedostępny i pilnowany przez funkcjonariuszy sił bezpieczeństwa, za tzw. cmentarz memorialny uznano go decyzją władz miejskich w 1989 roku, w 1993 postawiono na nim dwa pomniki: prawosławny i polski - katolicki. Ten ostatni jest projektu Leona Piskorskiego. W 1998 r. polski pomnik rozbudowano. W 2010 wzniesiono pomnik poświęcony spoczywającym tu zamordowanym duchownym katolickim. W 2023 roku polski pomnik z inskrypcją „Przebaczamy i prosimy o przebaczenie” został usunięty z miejsca pamięci.
Na obszarze cmentarza znajdują się także pomniki poświęcone ofiarom różnych narodowości : asyryjski, białorusko-litewski, estoński, dwa fińskie, litewski, łotewski, niemiecki, norweski, ukraiński i żydowski. Są też pomniki pskowian i mniszek z monasteru Zmartwychwstania Pańskiego w Goricach. Oprócz tego postawiono pomnik "Moloch totalitaryzmu" (z 1996), a w byłym budynku straży założono niewielkie muzeum. Wzniesiono również dzwonnicę.